# La Renaudière

La Renaudière este o comună în departamentul Maine-et-Loire, Franța. În 2009 avea o populație de 937 de locuitori.